# Lissoclinum levitum
Lissoclinum levitum är en sjöpungsart som beskrevs av Kott 200. Lissoclinum levitum ingår i släktet Lissoclinum och familjen Didemnidae. Inga underarter finns listade i Catalogue of Life.